# Lophochernes hansenii
Lophochernes hansenii es una especie de arácnido del orden Pseudoscorpionida de la familia Cheliferidae.

## Distribución geográfica
Se encuentra desde la India hasta Birmania.